# Nagyilva község
Nagyilva község (románul: Comuna Ilva Mare) község Beszterce-Naszód megyében, Romániában. Központja Nagyilva, hozzá tartozik Mihalyászatanya.

## Népessége
A 2011-es népszámlálás adatai alapján a község népessége 2274 fő volt.